# Gánt
Gánt is een plaats (község) en gemeente in het Hongaarse comitaat Fejér. Gánt telt 849 inwoners (2001).